# Coya Cusirimay
Coya Cusirimay, död efter 1493, var en inkadrottning, gift med sin bror Huayna Capac.
Hon var dotter till inkan Túpac Yupanqui och Mama Ocllo Coya, och syster till Rahua Ocllo. 